# 灰叶柳
灰叶柳（学名：Salix spodiophylla）是杨柳科柳属的植物，为中国的特有植物。分布在中国的四川、云南等地，生长于海拔2,500米至4,300米的地区，多生长于山坡灌丛和林缘，目前尚未由人工引种栽培。

## 异名
- Salix spodiophylla Hand.-Mazz. f. angustifolia C. F. Fang
- Salix spodiophylla Hand.-Mazz. f. liocarpa Hao